# Phaea rosea
Phaea rosea är en skalbaggsart som beskrevs av Bates 1885. Phaea rosea ingår i släktet Phaea och familjen långhorningar.
Artens utbredningsområde är:
- Costa Rica.
- Panama.

Inga underarter finns listade i Catalogue of Life.